# Municipio de South River (Misuri)
El municipio de South River (en inglés, South River Township) es una subdivisión administrativa del condado de Marion, Misuri, Estados Unidos. Según el censo de 2020, tiene una población de 425 habitantes.

## Geografía
Está ubicado en las coordenadas 39°42′59″N 91°34′13″O / 39.71639, -91.57028 (39.716607, -91.570257). Según la Oficina del Censo de los Estados Unidos, tiene una superficie total de 70.92 km², de la cual 70.88 km² corresponden a tierra firme y 0.04 km² es agua.

## Demografía
Según el censo de 2020, hay 425 personas residiendo en la zona. La densidad de población es de 6 hab./km². El 93.18 % son blancos, el 0.71% son amerindios, el 0.47% son afroamericanos, el 0.24% es isleño del Pacífico, el 0.24% es asiático, el 0.71% son de otras razas y el 4.47 % son de una mezcla de razas. Del total de la población, el 0.24 % es hispano o latino.